# Green Card (film)
Pour les articles homonymes, voir Green card.
Pour plus de détails, voir Fiche technique et Distribution.
Green Card est une comédie romantique américano-australo-française écrite et réalisée par Peter Weir, sorti en 1990.
Le film ne rencontre pas un immense succès en salles et reçoit des critiques mitigées. Il obtient cependant plusieurs distinctions comme le Golden Globe du meilleur film musical ou de comédie et celui du meilleur acteur dans un film musical ou une comédie pour Gérard Depardieu.

## Synopsis
Brontë (Andie MacDowell) est une jeune New-Yorkaise passionnée par l'écologie, l'herboristerie et les plantes. Elle rêve d'obtenir le bail d'un penthouse possédant un magnifique jardin d'hiver avec vue sur Manhattan. Cependant le syndic de l'immeuble n'accepte de louer l'appartement qu'à un couple marié. Elle fait alors appel à son ami Anton afin qu'elle contracte un mariage blanc avec un ami à lui, Georges Fauré (Gérard Depardieu). Ce dernier est un Français qui vient d'immigrer à New York et qui a besoin de se marier avec une citoyenne américaine pour obtenir un permis de travail, une green card. Le mariage est donc célébré et Brontë obtient l'appartement. Mais rapidement les services de l'immigration mènent une enquête afin de s'assurer de la sincérité du mariage. Les deux "jeunes mariés", que tout oppose, vont devoir cohabiter quelques jours et se préparer ensemble à l'entretien de sincérité des inspecteurs de l'immigration.

## Fiche technique
Sauf indication contraire, les informations mentionnées dans cette section peuvent être confirmées par la base de données cinématographiques IMDb,  présente dans la section « Liens externes ».
- Titre français et original : Green Card
- Titre québécois : Carte verte[1]
- Réalisation et scénario : Peter Weir
- Directeur de la photographie : Geoffrey Simpson
- Montage : William M. Anderson (en)
- Musique : Hans Zimmer
- Chef décorateur : Wendy Stites
- Production : Peter Weir
  - Producteur délégué : Edward S. Feldman (en)
- Société de production : Touchstone Pictures, Film Finance Corporation Australia (en), DD Productions, Greencard Productions, SEDIF Productions et UGC[2]
- Distribution :  Buena Vista Pictures,  UGC[2]
- Langues originales : anglais, quelques dialogues en français et espagnol
- Genre : comédie romantique
- Pays d'origine :  Australie,  France,  États-Unis
- Durée : 103 minutes
- Dates de sortie[1] :
  - États-Unis : 23 décembre 1990 (sortie limitée)
  - États-Unis : 11 janvier 1991
  - France : 20 février 1991

## Distribution
- Gérard Depardieu (VF : Lui-même) : Georges Fauré
- Andie MacDowell (VF : Sabine Haudepin) : Brontë
- Lois Smith (VF : Annick Alane) : la mère de Brontë
- Conrad McLaren : le père de Brontë
- Bebe Neuwirth (VF : Yannick Vail) : Lauren
- Victoria Boothby: Mme Adler, la mère de Lauren
- Stephen Pearlman: M. Adler, le père de Lauren
- Gregg Edelman (en) (VF : Emmanuel Jacomy) : Phil
- Robert Prosky (VF : Raoul Guillet) : l'avocat de Brontë
- Jessie Keosian : Mme Bird
- Mary Louise Wilson : Mme Sheehan
- Danny Dennis (VF : Jean-Loup Horwitz) : Oscar
- Ronald Guttman (VF : Jean-Yves Berteloot) : Anton
- Ann Dowd : Peggy
- Stefan Schnabel : un invité à la réception
- Ethan Phillips : l'inspecteur de l'immigration

## Production

### Développement
Le réalisateur Peter Weir a écrit le scénario spécialement pour introduire Gérard Depardieu dans le cinéma anglo-saxon. Il avait été séduit par sa performance dans Danton (1983) d'Andrzej Wajda. Green Card est le premier film tourné dans la langue de Shakespeare pour l'acteur français.

### Tournage
Le tournage a eu lieu à New York, notamment à Manhattan.

## Musique
Chansons présentes dans le film :
- Holdin' On interprété par Soul II Soul.
- Remember Slow Fox? interprété par The David Carr Orchestra.
- Strossa Stroma Sou (extrait de la bande originale de Zorba le Grec) composé par Míkis Theodorákis.
- River interprété par Enya.
- Watermark interprété par Enya.
- Storms In Africa interprété par Enya.
- Pass The Ammo interprété par Professor Griff & L.A.D.
- Oyin Momo Ado interprété par Michael Olatunji.
- Surfin' Safari (en) interprété par The Beach Boys.

### Bande originale
Albums de Hans Zimmer
Black Rain
(1989) Comme un oiseau sur la branche
(1990)
Hans Zimmer compose la musique du film, sortie en CD en 1991.
Liste des titres
1. Subway Drums (interprété par Larry Wright) - 1:28
2. Instinct - 3:33
3. Restless Elephants - 2:55
4. Cafe Afrika - 2:59
5. Greenhouse - 3:15
6. Moonlight (composé avec John Williams) - 1:23
7. 9am Central Park - 1:48
8. Clarinet Concerto en La Majeur: Adagio (Wolfgang Amadeus Mozart) (interprété par Richard Stoltzman et le English Chamber Orchestra) - 8:37
9. Silence - 4:37
10. Instinct II - 3:09
11. Asking You - 1:45
12. Pour Bronté - 6:19
13. Eyes on the Prize (interprété par Emmaus Group Singers) - 3:03

## Accueil

### Critique
Le film reçoit des critiques partagées. Sur l'agrégateur américain Rotten Tomatoes, il récolte 60% d'opinions favorables pour 30 critiques et une note moyenne de 5,5⁄10. Sur Metacritic, il obtient une note moyenne de 58⁄100 pour 17 critiques.
Dans une analyse-critique du film en 2021, Claude Monnier du site français DVD Classik écrit notamment « Green Card n’est pas une œuvre majeure de Peter Weir mais elle nous permet de rendre hommage pour la première fois à ce cinéaste “étrange”. »

### Box-office
| Pays ou région    | Box-office      | Date d'arrêt du box-office | Nombre de semaines |
| ----------------- | --------------- | -------------------------- | ------------------ |
| États-Unis Canada | 29 888 235 $    | 7 mars 1991                | 11                 |
| France            | 982 188 entrées |                            | -                  |
| Total mondial     | n/a             | -                          | -                  |

## Distinctions
Source : Internet Movie Database

### Récompenses
- Golden Globes 1991 : meilleur film musical ou de comédie, meilleur acteur dans un film musical ou une comédie pour Gérard Depardieu
- London Film Critics Circle Awards 1992 : acteur de l'année pour Gérard Depardieu (également pour Cyrano de Bergerac)

### Nominations
- Oscars 1991 : meilleur scénario original pour Peter Weir
- Golden Globes 1991 : meilleure actrice dans un film musical ou une comédie pour Andie MacDowell
- Writers Guild of America Awards 1991 : meilleur scénario original pour Peter Weir
- BAFTA 1992 : meilleur scénario original pour Peter Weir

## Films sur le même sujet
En 1983, dans La Fiancée qui venait du froid avec Thierry Lhermitte, une Polonaise essaie d'obtenir le droit de résider en France grâce à un mariage blanc.
En 1989, un téléfilm québécois porté brièvement sur grand écran, Les Noces de papier, écrit par Jefferson Lewis et réalisé par Michel Brault, raconte l'histoire de Claire, professeur célibataire, qui accepte d'épouser Pablo, réfugié politique sud-américain. Les synopsis de "Green Card" et "les noces de papier" présentent de grandes similitudes, la version québécoise offrant une suite surprenante à la "mauvaise réponse" du candidat à l'immigration, moins conventionnelle que "Green card".
En 2013, dans Casse-tête chinois, Romain Duris va contracter un mariage blanc avec une Sino-Américaine pour obtenir la nationalité américaine.